# 中國中材
中國中材集团有限公司，前稱中國材料工業科工集團公司，組建於1983年，是中國國務院國有資產監督管理委員會直接管理的中國中央企業。它是全球水泥技術裝備與工程服務的龍頭供應商，也為中國非金屬材料行業的領先生產商。它是中國唯一從事非金屬材料及製品的科工貿一體化的大型企業集團。
集團旗下的中國中材國際（上交所：600970）、中材科技股份（深交所：002080）、新疆天山水泥股份（深交所：000877）、寧夏建材（上交所：600449）、祁连山（上交所：600720）、新疆國統管道股份（深交所：002205）均在上海證券交易所及深圳證券交易所上市。
另外，集團旗下的中國中材股份(港交所除牌前1893.HK)，在2007年12月20日於香港交易所上市，招股價$4.5港元，共引入6名基礎投資者，包括中國人壽、新加坡政府投资公司（GIC）、美國NBA籃球隊休斯敦火箭隊班主Leslie Lee Alexander旗下Grahamstowe Investments、中國工商銀行、中國交通建設及花旗集團。
母公司中國建筑材料集团和中國中材集團合併，撤銷上市日期為2018年4月23日。

## 連結
- 中國中材集團
- 中國中材股份有限公司（页面存档备份，存于）
- 中國中材國際工程股份有限公司